# ビッグ・ウェンズデー (映画)
『ビッグ・ウェンズデー』（Big Wednesday）は、1978年に制作された、サーフィンを通して三人の若者を描いた、アメリカ合衆国の青春映画。

## あらすじ
1962年 夏、カリフォルニアの海辺の町で、マット、ジャック、リロイを中心とする若者たちで作るサーフィン・グループは、水曜日にやって来るという世界最大の波“ビッグ・ウェンズデー”に挑戦することを夢見ていた。毎晩パーティを繰り広げ痛飲しケンカに明け暮れる。
1965年 秋、そんな無軌道な青春を謳歌していた彼らにも、ベトナム戦争の徴兵令状がきた。グループの大半が手練手管を駆使して懲兵を免れようとした中で、優等生だったジャックは志願して懲兵検査を受けて、ベトナムへと出征していった。
1968年 冬、ジャックが帰還した。3年が経過した中で戦死した者、引っ越した者、結婚して家庭を持った者などグループのメンバーたちは各々の生活を歩み始めていた。それは奔放に過ごしてきた青春の日々の終わりを意味する。
1974年 春、彼らが待ちに待った、“ビッグ・ウェンズデー”が遂にやってきた。マット、ジャック、リロイの3人は、青春にピリオドを打ち、未来に歩み出すため、サーフボードに乗って“ビッグ・ウェンズデー”に向かっていく。

## 登場人物
マット・ジョンソン
演 - ジャン＝マイケル・ヴィンセント
サーファー。子供たちからも憧れられる存在だった。
ジャック
演 - ウィリアム・カット
マットの友人。生真面目な性格。
リロイ
演 - ゲイリー・ビジー
マットの友人。
ペギー
演 - リー・パーセル
マットの妻。
ベアー
演 - サム・メルヴィル
伝説の大波に乗ったとされる男。
サリー
演 - パティ・ダーバンヴィル
ジャックの元恋人。
ワクサー
演 - ダレル・フェティ
ジャック達のサーフ仲間。

## キャスト
| 役名               | 俳優                           | 日本語吹替   |
| 役名               | 俳優                           | 日本テレビ版 |
| ------------------ | ------------------------------ | ------------ |
| マット・ジョンソン | ジャン＝マイケル・ヴィンセント | 酒井宗親     |
| ジャック           | ウィリアム・カット             | 神谷明       |
| リロイ             | ゲイリー・ビジー               | 土師孝也     |
| ペギー             | リー・パーセル                 | 後藤真寿美   |
| ベアー             | サム・メルヴィル               | 青野武       |
| サリー             | パティ・ダーバンヴィル         | 佐々木優子   |
| ワクサー           | ダレル・フェティ               | 石丸謙二郎   |
| クラッシャー       | ジェフ・パークス               | 曽我部和恭   |
| エンフォーサー     | レブ・ブラウン                 | 村田則男     |
| スリック           | デニス・アーバーグ             | 野島昭生     |
| バンヘッド         | リック・ダノ                   | 関輝雄       |
| バーロウ夫人       | バーバラ・ヘイル               | 北村昌子     |
| 精神科医           | ジョー・スピネル               |              |
| ナレーター         | ロバート・イングランド         | 津嘉山正種   |

その他：高橋和枝、間嶋里美、池田真、二又一成、杉元直樹、中帆登美、菊嶋ひろ美、大久保正信、小森章枝、深見梨加、斎藤志郎、島香裕、平尾仁、田中和実、宮前ひろし、速水奨、福士秀樹、岩本藍、平林尚三、村越伊知郎、嶋俊介、小野丈夫、小島敏彦
・日本テレビ版：初回放送1983年8月31日『水曜ロードショー』（ブルーレイ収録）

## 背景
南カリフォルニア育ちのジョン・ミリアスは、幼き日々を過ごしたマリブへのオマージュとしてこの映画を制作した。
主人公のマットはランス・カーソンが、ベアーはハップ・ジェイコブスがモデルとなっている。

### ロケ地について
- ラストのサーフシーンはカリフォルニアではなく、ハワイ州ホノルル郡ププケアのサンセット・ビーチで撮影された。
- アメリカ合衆国でのロケ地には en:Hollister Ranch、カリフォルニア州サンタバーバラ、マリブ、Surfrider Beach、ベンチュラ（いずれもカリフォルニア州）だけでなく、 テキサス州のエルパソも含まれていた。また、エルサルバドルにあるLa Libertadというサーファーたちの秘密の場所でも行われた。